# 룩셈부르크 공자 샤를
룩셈부르크 공자 샤를(Prince Charles of Luxembourg, Prince of Bourbon-Parma and Nassau, 1927년 8월 7일 ~ 1977년 7월 26일)은 룩셈부르크 여대공 샤를로트와 룩셈부르크 여대공 부군 펠릭스의 차남이자 룩셈부르크 대공 장의 남동생이다. 